# Froenzensko-Primorskaja-lijn
De Froenzensko-Primorskaja-lijn (Russisch: Фрунзенско-Приморская линия) (lijn 5) is een lijn van de metro van Sint-Petersburg, die het noordwesten van de stad (district Primorski) verbindt met het zuidoosten (district Froenzenski). De jongste lijn van de stad is ontstaan door de koppeling van het traject Komendantski prospekt - Sadovaja (eerder lijn 4) aan een nieuw tracé van Sadovaja naar het zuidoosten. De lijn bedient 15 stations en heeft een lengte van 25 kilometer. De reistijd van eindpunt naar eindpunt bedraagt ongeveer 40 minuten. Op kaarten wordt de lijn aangeduid met de kleur paars.

## Geschiedenis
De bouw van de lijn begon al in de jaren 1990, maar werd om financiële redenen stilgelegd. Het eerste deel van de lijn, met de nieuwe stations Zvenigorodskaja en Volkovskaja opende uiteindelijk op 20 december 2008. Op 7 maart 2009 werd dit traject in het zuidoosten van de stad gekoppeld aan de vroegere noordwestelijke tak van lijn 4, waardoor de Froenzensko-Primorskaja-lijn in zijn huidige vorm ontstond. Lijn 4 eindigt sindsdien in het nieuwe station Spasskaja, dat deel uitmaakt van het overstapcomplex Sennaja plosjtsjad/Sadovaja.

## Stations
| Station               | Overstappunt | Foto | Geopend           | Opmerkingen                                            |
| --------------------- | ------------ | ---- | ----------------- | ------------------------------------------------------ |
| Komendantski prospekt |              |      | 2 april 2005      | Tot 7 maart 2009 onderdeel van de Pravoberezjnaja-lijn |
| Staraja Derevnja      |              |      | 14 januari 1999   | Tot 7 maart 2009 onderdeel van de Pravoberezjnaja-lijn |
| Krestovski ostrov     |              |      | 3 september 1999  | Tot 7 maart 2009 onderdeel van de Pravoberezjnaja-lijn |
| Tsjkalovskaja         |              |      | 15 september 1997 | Tot 7 maart 2009 onderdeel van de Pravoberezjnaja-lijn |
| Sportivnaja           |              |      | 15 september 1997 | Tot 7 maart 2009 onderdeel van de Pravoberezjnaja-lijn |
| Admiraltejskaja       |              |      | 28 december 2011  |                                                        |
| Sadovaja              |              |      | 30 december 1991  | Tot 7 maart 2009 onderdeel van de Pravoberezjnaja-lijn |
| Zvenigorodskaja       |              |      | 20 december 2008  |                                                        |
| Obvodny kanal         |              |      | 30 december 2010  |                                                        |
| Volkovskaja           |              |      | 20 december 2008  |                                                        |
| Boecharestskaja       |              |      | 28 december 2012  |                                                        |
| Mezjdoenarodnaja      |              |      | 28 december 2012  |                                                        |
| Prospekt Slavy        |              |      | 3 oktober 2019    |                                                        |
| Doenajskaja           |              |      | 3 oktober 2019    |                                                        |
| Sjoesjary             |              |      | 3 oktober 2019    |                                                        |